# 人民民主专政
人民民主專政即“对占全国人口绝大多数的人民实行民主，对极少数敌对分子实施专政”，一般被认为是无产阶级专政形式的一种，在中国社会主义制度中“具有根本性意义”。“人民民主专政”最早由中国共产党领导人毛泽东提出，被写入1954年版和1982年版《中华人民共和国宪法》。

## 理论基础
人民民主专政的来源于由政治学家卡尔·马克思提出，并由布尔什维克领导人弗拉基米尔·列宁发展的无产阶级专政理论。
马克思列宁主义认为，无产阶级在夺取政权后，必须建立无产阶级专政。但馬克思主義认为，權力只能由無產階級或資產階級單獨掌握，而不能由「中間階級」或幾個階級的聯盟去掌握。列寧则在1905年提出「工農革命民主專政」方案，作为俄國建立純粹無產階級專政之前的政治制度。20世紀20-30年代，共產國際在中國及其他亞洲國家，也運用這種指導方針。毛澤東提出的「人民民主專政」概念一般被认为繼承自列寧。

## 內容
《中华人民共和国宪法》序言中写道，中华人民共和国成立之后“工人阶级领导的、以工农联盟为基础的人民民主专政，实质上即无产阶级专政，得到巩固和发展。”第一条规定，中华人民共和国是“工人阶级领导的、以工农联盟为基础的人民民主专政的社会主义国家”，“人民民主专政”是中华人民共和国的国体，其实质是人民当家做主，人民是国家和社会的主人。
根据毛泽东在新民主主义时期划分的“三类国体”，人民民主专政既不同于“资产阶级专政”，也有别于“工人阶级专政”，而是“工人阶级领导的、以工农联盟为基础的各个革命阶级的联合专政”，即“各革命阶级联合专政”。其中，工人阶级是最坚强的核心，通过代表其利益的政党来行使领导权。其次是农民，他们是无产阶级最可靠的盟友。然后是小资产阶级，他们充其量是追随者。最后是民族资产阶级，他们有可能离弃人民，加入“反人民”的敌对阵营。在中华人民共和国完成社会主义改造之后，人民民主专政的阶级结构发生变化。在进入社会主义建设时期之后，中国工人阶级人数增长了许多倍，在国家政治生活中的作用更大；广大农民经过了社会主义改造，工农联盟更加巩固 ；知识分子总体上已成为工人阶级的一部分；民族资产阶级作为阶级已不存在，原来剥削阶级的成员，绝大多数已改造成为自食其力的劳动者。在文化大革命中，人民民主专政一词很少被提及，取而代之的则是无产阶级专政，以符合毛泽东的继续革命论思想。
人民民主专政的含义是中国共产党和中华人民共和国始终代表最广大人民的根本利益，可以使用专制的方法来对待敌对势力，以维持人民民主政权。中国共产党领导的人民民主政权在人民内部实行民主，逐步扩大社会主义民主，发展社会主义民主政治；对境内外敌对势力和犯罪分子实行专政。
朝鲜民主主义人民共和国在1992年《朝鲜民主主义人民共和国社会主义宪法》修订中，将无产阶级专政改为人民民主專政。

## 名词解释

### 专政
- 毛泽东认为，“人民民主专政”即“人民民主独裁”[5]，并将其解释为“剥夺反动派的发言权，只让人民有发言权”。[6]
- 马克思主义中，“专政”与“专制”是两个不同的概念。前者指统治阶级通过国家机器对被统治阶级的统治；后者即少数特权阶层出于令权力服务于本阶级的目的，以压迫和强制手段维持的对多数人的统治。

### 国体
毛澤東劃分世上的三類國體：
1. 資產階級專政；
2. 工人階級專政；
3. 工人階級領導的、以工農聯盟為基礎的各個革命階級的聯合專政。

### 人民
- 毛泽东在《论人民民主专政》中的定义为“在中国，在现阶段（1949年），（人民）是工人阶级，农民阶级，城市小资产阶级和民族资产阶级。这些阶级在工人阶级和共产党的领导之下，团结起来，组成自己的国家，选举自己的政府。”
- 《中国大百科全书》（政治学卷）中解释人民为“人民——政治用语，与‘敌人’一词相对而言．指在人口中占大多数，顺应历史发展和推动历史前进的阶级，阶层和社会集团．有时也泛指以劳动者为主体的社会基本成员。”该书的作者还特别指出了人民与公民，国民的区别：“人民与公民，国民是不同的概念。[7]”

## 学术讨论

### 人民民主专政与社会主义法治
2014年10月1日开始，中国社会科学院主办的中国社会科学网及《中国社会科学报》（即“社科系统”）连续在显要位置刊登关于人民民主专政的文章，随后求是杂志社旗下的《红旗文稿》、中共中央党校主办的《学习时报》、中国共产党党媒《人民日报》等有重大影响力的政治媒体先后加入到这场论战之中，引发众多媒体关注。
2014年10月8日，王广在《人民民主专政与改革开放相辅相成》中强调“人民民主专政与改革开放并不矛盾”，“二者相辅相成”。

### 民主和专政
明永昌认为，中共十八大报告首次提出的“协商民主”的概念比西方民主制度更具优越性，是“最大限度地实现人民民主”。
朱蓬蓬认为，人民民主专政“体现了人民民主意识的成熟”，民主是专政怀柔的手段，专政则是实质。

## 评价
- 2014年9月5日，中共中央总书记习近平在庆祝全国人民代表大会成立60周年大会上称：“人民民主是社会主义的生命。没有民主就没有社会主义，就没有社会主义的现代化，就没有中华民族伟大复兴。”